# Сасаниды
Сасани́ды — династия персидских шахиншахов, правивших сасанидским Ираном с 224 по 651 годы, и правителей отдельных областей (шахов, кушаншахов) этого государства и зависимых территорий, позднее Табаристана.

## История
Династия происходила из Парса (Фарс); названа по имени Сасана, который был отцом первого царя Парса из рода Сасанидов Папака. Сын Папака Ардашир I в 224 году разбил парфянского царя Артабана V и основал государство Сасанидов. При Ардашире I и Шапуре I были присоединены обширные области. В III веке в государстве Сасанидов ещё сохранялись автономные «царства» (Систан, Керман, Мерв и др.) и города типа полисов. Победы Сасанидов над Римом упрочили их государство и привели к усилению центральной власти шахиншаха. Уже при образовании государства Сасаниды опирались на иранское жречество (зороастризм).
В конце III — начале IV веков от империи отпал ряд областей на Востоке, однако во время правления Шапура II (правил в 309—379 годах) власть в ранее утраченных областях была восстановлена. По договору 387 года к Сасанидам отошли районы Месопотамии и большая часть Великой Армении.
В V веке цари местных династий Армении, Кавказской Албании и Иберии были заменены Сасанидскими наместниками. Во 2-й половине V века произошли восстания в Закавказье, в 571—572 годах — в Армении. После начала Маздакитского движения в конце V века в государстве произошли глубокие изменения в системе управления, социально-политической структуре и культуре.
При Хосрове I Ануширване (правил в 531—579 годах) часть старой знати оказалась в непосредственной экономической зависимости от государства и царя, а также возросла роль бюрократического аппарата и чиновничества. С начала VI века происходили войны с Византией, которые проходили с переменным успехом. В 558—568 годах Сасаниды разгромили эфталитов и включили в состав государства ряд областей в Афганистане и Средней Азии. Около 570 года был завоёван Йемен. Около 589 года были разгромлены вторгшиеся в государство тюрки. Длительная война с Византией 602—628 годов завершилась победой византийского императора Ираклия и привела к истощению материальных ресурсов Византии и Ирана. Это, а также резкое увеличение налогов подорвали политическое и экономическое могущество государства Сасанидов и привели к арабскому завоеванию и ставшего вассалом Византии Ирана, и восточных и африканских провинций Византии.
С 628 по 632 год сменилось около 10 царей. При Йездигерде III государство Сасанидов было завоёвано арабами.

## Цари династии
Цари династии Сасанидов: Ардашир (Артахшер) I (224—239); Шапур I (239—272); Ормизд I (Ормизд-Ардашир) (272—273); Бахрам I (Варахран) (273—276); Бахрам II (276—293); Бахрам III (293); Нарсе (293—302); Ормизд II (302—309); Шапур II (309—379); Ардашир II (379—383); Шапур III (383—388); Бахрам IV (388—399); Йездигерд I (399—420/421); Бахрам V Гур (421—439); Йездигерд II (439—457); Ормизд III (457—459); Пероз (459—484); Балаш (484—488); Кавад I (488—496, 498/499-531); Замасп (496—498/99); Хосров I Ануширван (531—579); Ормизд IV (579—590); Бахрам Чубин (590—591, не из рода Сасанидов); Хосров II Парвиз (591—628); Кавад II (628); Ардашир III (628—629); Фаррухан Шахрвараз (629, не из рода Сасанидов); Борандохт (царица, 629—630); Азармедухт (царица, 630—631); в 629-32 в различных частях государства царями считались Хосров III, Ормизд V, в 631/632 в Ктесифоне правил Хосров V; Йездигерд III (632—651 или 652).
| №  | Имя                | Годы жизни         | Изображение | Титул | Примечание                        |
| -- | ------------------ | ------------------ | ----------- | --- | --------------------------------- |
| 1  | Сасан              |                    |             | хватав Анахит                                                                                                   |                                   |
| 2  | Папак              |                    |             | хватав Анахит (?—209) шах Истахрдата (209—220)                                                                  | сын Сасана                        |
| 3  | Шапур              |                    |             | шах Истахрдата (209—220)                                                                                        | сын Папака                        |
| 4  | Ардашир I Папакан  |                    |             | шах Истахрдата (220—224) великий шаханшах Эрана (224—239)                                                       | сын Папака                        |
| 5  | Пероз I            |                    |             | великий шаханшах Эрана (239)                                                                                    | сын Арташира I Папакана           |
| 6  | Шапур I            |                    |             | великий шаханшах Эрана (239—260) великий шаханшах Эрана и Анэрана (260—274)                                     | сын Арташира I Папакана           |
| 7  | Ормизд I           |                    |             | великий шах Армении (260—274) великий шаханшах Эрана и Анэрана (274)                                            | сын Шапура I                      |
| 8  | Хвармиздак         |                    |             | великий шах Армении (274)                                                                                       | сын Ормизда I                     |
| 9  | Хвармизд           |                    |             | шах Индии, Сакастана и Тохаристана (276—291)                                                                    | сын Шапура                        |
| 10 | Бахрам I           |                    |             | шах Гиляна (260—262) шах Кермана (262—274) великий шаханшах Эрана и Анэрана (274—276)                           | сын Шапура I                      |
| 11 | Бахрам II          |                    |             | шах Индии, Сакастана и Тохаристана (274—276) великий шаханшах Эрана и Анэрана (276—293)                         | сын Бахрама I                     |
| 12 | Бахрам III         |                    |             | шах Индии, Сакастана и Тохаристана (291—293) великий шаханшах Эрана и Анэрана (293)                             | сын Бахрама II                    |
| 13 | Атурфарнбаг        |                    |             | шах Мешана (282—293)                                                                                            |                                   |
| 14 | Нарсе              |                    |             | шах Индии, Сакастана и Тохаристана 260—274 великий шах Армении 274—293 великий шаханшах Эрана и Анэрана 293—302 | сын Шапура I                      |
| 15 | Ормизд II          |                    |             | шах Индии, Сакастана и Тохаристана 293—302, великий шаханшах Эрана и Анэрана 302—309                            | сын Нарсе                         |
| 16 | Шапур II           |                    |             | шах Индии, Сакастана и Тохаристана 302—309, великий шаханшах Эрана и Анэрана 309—379                            | сын Хвармизда II                  |
| 17 | Арташир II         |                    |             | великий шах Кушан 330—379, великий шаханшах Эрана и Анэрана 379—383                                             | сын Шапура II                     |
| 18 | Шапур III          |                    |             | великий шаханшах Эрана и Анэрана 383—388                                                                        | сын Шапура II                     |
| 19 | Бахрам IV          |                    |             | великий шах Кушан 379—388, великий шаханшах Эрана и Анэрана 388—399                                             | сын Шапура II                     |
| 21 | Бахрам             |                    |             | великий шах Кушан 388—421                                                                                       | сын Бахрама IV                    |
| 22 | Йездигерд I        |                    |             | великий шаханшах Эрана и Анэрана 399—421                                                                        | сын Шапура III                    |
| 23 | Бахрам V           |                    |             | великий шаханшах Эрана и Анэрана 421—439                                                                        | сын Йездигерда I                  |
| 24 | Йездигерд II       |                    |             | великий шаханшах Эрана и Анэрана 439—457                                                                        | сын Бахрама V                     |
| 25 | Ормизд III         |                    |             | великий шах Кушан 421—457, великий шаханшах Эрана и Анэрана 457—459                                             | сын Йездигерда II                 |
| 26 | Пероз              |                    |             | великий шах Кушан 457—459, великий шаханшах Эрана и Анэрана 459—484                                             | сын Йездигерда II                 |
| 27 | Балаш              |                    |             | великий шаханшах Эрана и Анэрана 484—488                                                                        | сын Йездигерда II                 |
| 29 | Кавад I            |                    |             | великий шаханшах Эрана и Анэрана 488—496, 498—531                                                               | сын Пероза II                     |
| 31 | Замасп             |                    |             | великий шах Армении ?—496, великий шаханшах Эрана и Анэрана 496—498                                             | сын Пероза II                     |
| 34 | Хосров I           |                    |             | великий шаханшах Эрана и Анэрана 531—579                                                                        | сын Кавада I                      |
| 35 | Ормизд IV          |                    |             | великий шаханшах Эрана и Анэрана 579—590                                                                        | сын Хосрова I                     |
|    | Бахрам Чубин       |                    |             | шахиншах Эрана и Анэрана. 590—591                                                                               | не Сасанид                        |
| 36 | Бистам             |                    |             | шах Атурпатакана 590—596                                                                                        | не Сасанид                        |
| 37 | Хосров II          |                    |             | великий шаханшах Эрана и Анэрана 590—628                                                                        | сын Ормизда IV                    |
| 38 | Кавад II           |                    |             | великий шаханшах Эрана и Анэрана 628                                                                            | сын Хосрова II                    |
| 39 | Арташир III        |                    |             | великий шаханшах Эрана и Анэрана 628—629                                                                        | сын Кавад II                      |
|    | Фаррухан Шахрвараз | умер 9 июня 630 г. |             | шахиншах 629 | не Сасанид, полководец Хосрова II |
| 41 | Борандохт          |                    |             | великая царица цариц Эрана и Анэрана 629—630                                                                    | дочь Хосрова II                   |
| 42 | Азармедохт         |                    |             | великая царица цариц Эрана и Анэрана 630—631                                                                    | дочь Хосрова II                   |
| 43 | Хосров V           |                    |             | великий шаханшах Эрана и Анэрана 631—632                                                                        |                                   |
| 44 | Йездигерд III      | убит в 651 г.      |             | великий шаханшах Эрана и Анэрана 632—651                                                                        | сын Шахрийара, сына Хосрова II    |